# Reklámzaj

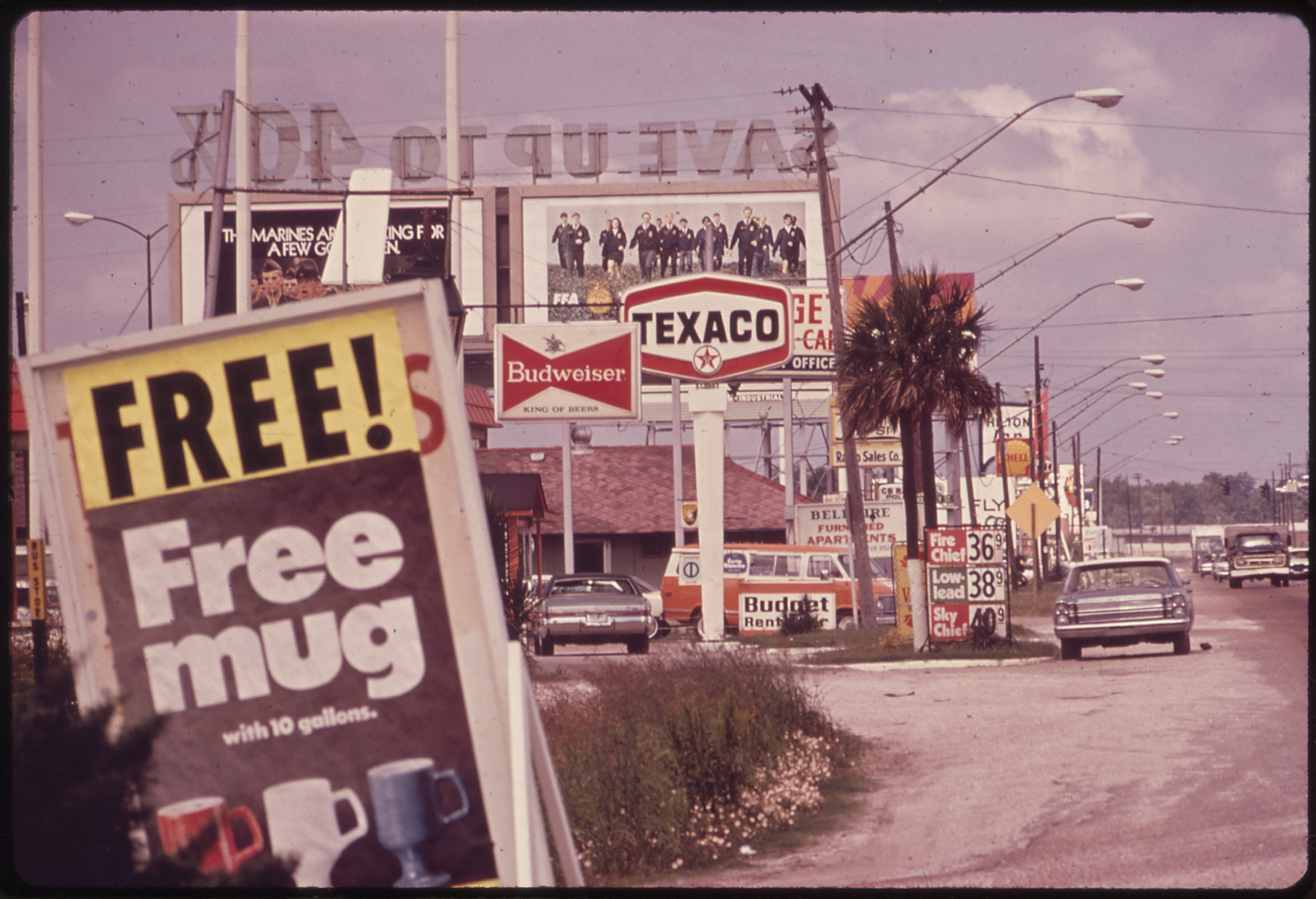

Reklámzaj (angolul: advertising clutter vagy marketing clutter) az a hirdetésmennyiség, amellyel adott idő (pl. egy nap) alatt egy ember találkozik. A reklámzaj a médiumok reklámokkal való telítettsége.
Három fő típusba sorolható:
- teljes piaci reklámzaj (vagy összreklámzaj): a piacon adott periódus alatt megjelenő hirdetések összessége
- versenypiaci reklámzaj: azon hirdetések összessége, melyek konkurens márkákat hirdetnek
- médiazaj: egy adott médiumban adott periódus alatt megjelenő hirdetések összessége.

Minél nagyobb a reklámzaj, annál nehezebb hatékony reklámot készíteni, egyrészt, mert az emberek szűrik a reklámokat, másrészt pedig mert a zaj elnyomhatja az üzeneteket.